# Burg-Dorf

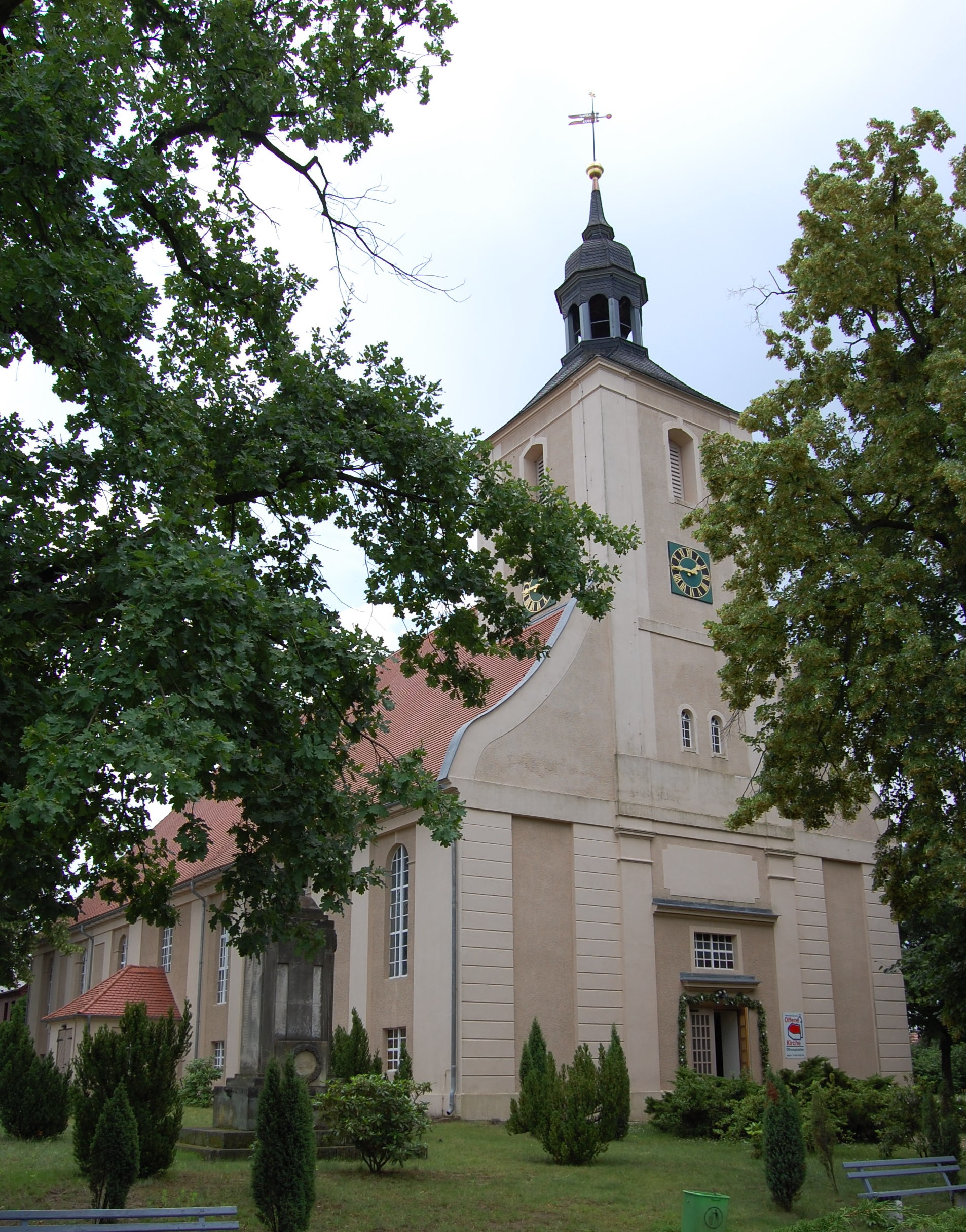
Evangelische Kirche in Burg-Dorf

Burg-Dorf (bis 1725 Burg), niedersorbisch Wobsedne Bórkowy, ist ein bewohnter Gemeindeteil der Gemeinde Burg (Spreewald) im Landkreis Spree-Neiße in Brandenburg. Das Dorf ist Sitz der Amtsverwaltung des Amtes Burg (Spreewald). Burg-Dorf fusionierte am 1. Januar 1960 mit den Gemeinden Burg-Kauper und Burg-Kolonie zu der Gemeinde Burg (Spreewald) und war vorher eine eigenständige Gemeinde.

## Lage
Burg-Dorf liegt im Biosphärenreservat Spreewald, welches Teil der Niederlausitz ist. Größere Städte in der Nähe sind Vetschau/Spreewald etwa sieben Kilometer Luftlinie südlich, Lübbenau/Spreewald rund 14 Kilometer nordwestlich und Cottbus etwa 16 Kilometer südöstlich. Durch den Ort fließen die Spree und der Südumfluter, zudem ist der Ort von vielen für den Spreewald typischen Fließen umgeben.
Umliegende Ortschaften sind das im Landkreis Dahme-Spreewald liegende Dorf Byhleguhre im Norden, der zur Gemeinde Schmogrow-Fehrow gehörende Ortsteil Schmogrow im Nordosten, der Ortsteil Striesow der Gemeinde Dissen-Striesow im Osten, Werben im Südosten, Müschen im Süden, die Vetschauer Ortsteile Fleißdorf und Naundorf im Südwesten sowie die Streusiedlungen Burg-Kolonie im Westen und Burg-Kauper im Nordwesten.

## Geschichte

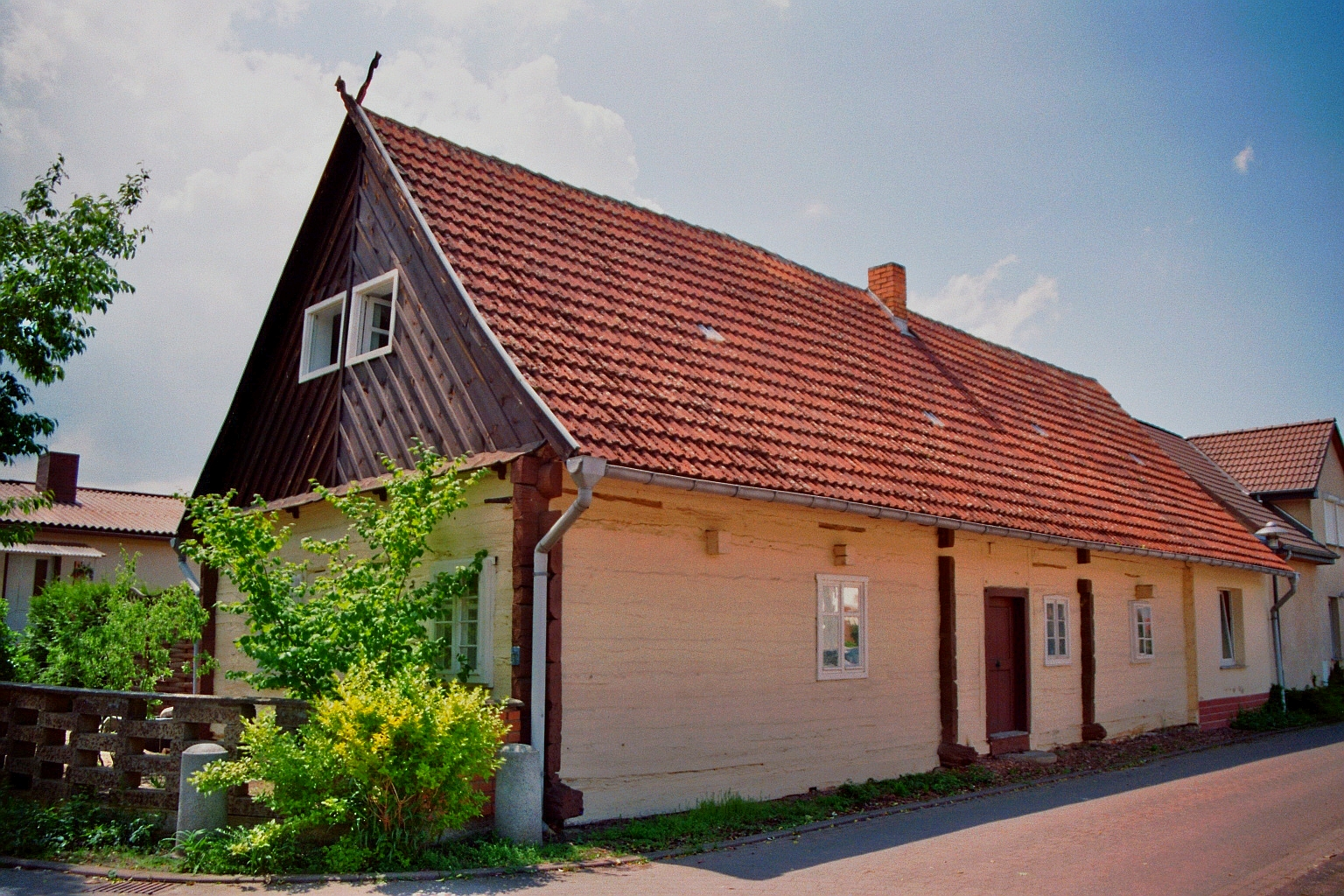
Historisches Wohnhaus in Burg-Dorf

Im Jahr 1876 wurden in der Nähe des nördlich von Burg-Dorf gelegenen Schlossberges ein Kulturwagen gefunden, der auf eine Besiedlung der Region in der Bronzezeit hindeutet. Zunächst siedelten sich dort vermutlich Semnonen an, bevor der Ort etwa ab dem 7. Jahrhundert von Sorben besiedelt wurde. Etwa im Jahr 1000 wurde auf Befehl des polnischen Königs Bolesław I. eine Burg gebaut, darauf ist der heutige Ortsname zurückzuführen. Der Namenszusatz -Dorf entstand später zur Unterscheidung von den umliegenden Gehöften, die außerhalb des Hauptortes lagen. Nach einer anderen Quelle geht der Ortsname auf Fischer zurück, die ihre Fische in Borkenfässern nach Cottbus brachten, um diese dort zu verkaufen, wodurch sich im Cottbuser Sprachgebrauch die Redewendung „die Borker kommen“ entwickelte. Erstmals urkundlich erwähnt wurde Burg-Dorf am 29. September 1315, als eine Besitzung der Herrschaft Lübbenau, zu der Burg-Dorf damals gehörte, verkauft wurde.
Zum Zeitpunkt der Ersterwähnung hatte Burg-Dorf etwa 300 Einwohner und besaß eine Mühle. Aufgrund der Lebensbedingungen in den Mooren des Spreewaldes war eine Urbarmachung des Gebietes sehr schwierig. 1368 fiel die Mark Brandenburg und somit auch Burg-Dorf an das Königreich Böhmen. 1445 gehörte Burg-Dorf zur Herrschaft Cottbus, die in diesem Jahr von dem Kurfürsten Friedrich Eisenzahn gekauft wurde. 1535 wurde in Burg die Reformation eingeführt, 1637 wurde erstmals eine Schule erwähnt. Ende des 17. Jahrhunderts kam es zwischen 1691 und 1699 jährlich zu Überflutungen, aus denen ein erheblicher Ernteausfall resultierte.

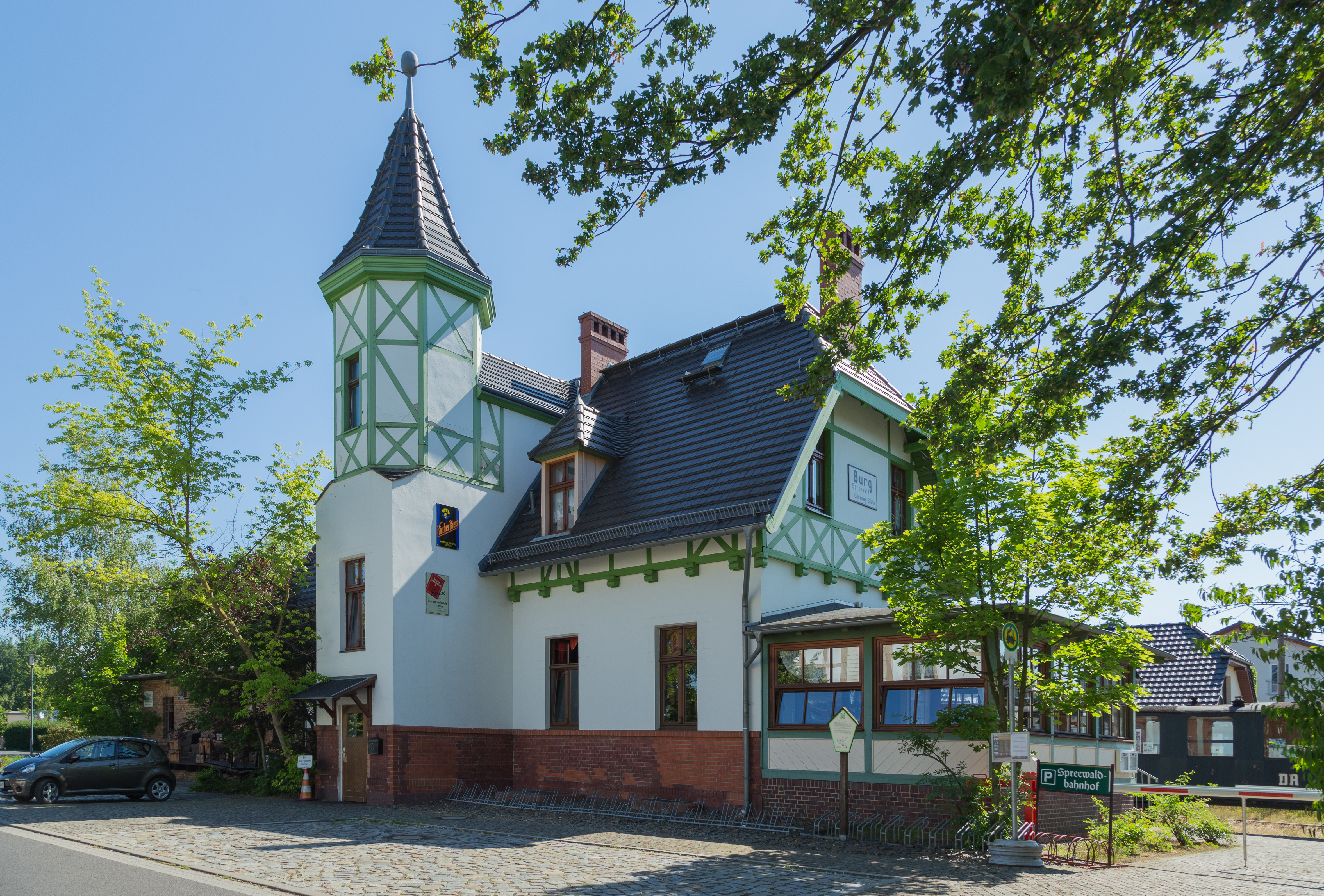
Spreewaldbahnhof

Ab dem 18. Jahrhundert stieg die Einwohnerzahl von Burg-Dorf stark an, nachdem der damalige preußische König Friedrich Wilhelm I. begann, außer Dienst stehende Soldaten in Burg und der Umgebung anzusiedeln. Ab 1748 siedelten sich mehrere Weberfamilien in Burg-Dorf an, die eine Leineweberei gründeten. Davon zeugt heute noch die vom Dorf nordwestlich gelegene großflächige Ortslage, die so genannte Bleiche. Im Jahr 1749 erhielt Burg-Dorf ein eigenes Gebetshaus, nachdem der Ort bis dahin zunächst zur Kirchengemeinde in Lübbenau und ab 1635 zu Werben gehört hatte. Bereits nach vier Jahren wurde das Gebetshaus durch eine Fachwerkkirche ersetzt, die jedoch am 30. September 1766 abbrannte. Ab 1799 wurde der heutige frühklassizistische Saalbau errichtet und am 11. November 1804 eingeweiht.

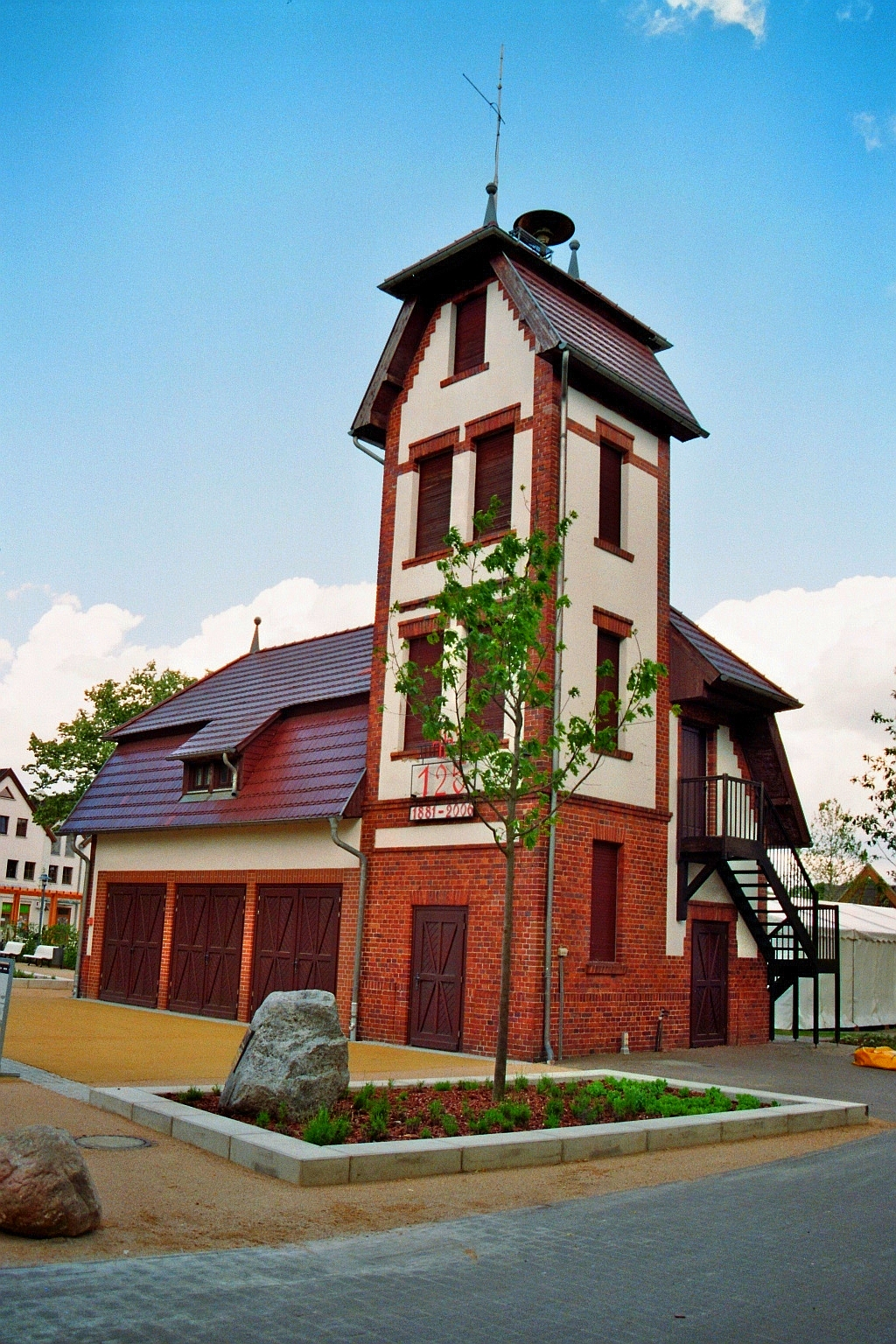
Früheres Feuerwehrspritzenhaus und heutiges Feuerwehrmuseum in Burg-Dorf

Um die Wasserstände der Spree besser regulieren und somit Überflutungen verhindern zu können, wurden zwischen 1771 und 1804 mehrere Gräben durch den Ort künstlich angelegt. 1840 hatte Burg-Dorf 308 Wohngebäude mit 1.600 Einwohnern. 1844 wurde die neue Dorfschule eröffnet. Am 1. Juli 1856 gründet sich das spätere Burger Postamt. 1874 gründete sich in Burg-Dorf der Männergesangsverein Concordia. Am 7. Juli 1881 wurde die Freiwillige Feuerwehr gegründet. 1887 wurde Burg-Dorf an das Telefonnetz angebunden, zudem wurde die erste feste Straße nach Cottbus errichtet. Ab 1898 verkehrte in Burg-Dorf die Spreewaldbahn. Bevölkerungsmäßig war Burg-Dorf immer stark sorbischsprachig geprägt, Arnošt Muka zählte für seine Statistik über die Sorben in der Lausitz aus dem Jahr 1884 insgesamt 4.506 Einwohner, von denen 4.106 (91 %) Sorben waren. Ernst Tschernik ermittelte im Jahr 1956 bei 2.504 Einwohnern noch einen sorbischsprachigen Anteil von 29,4 Prozent.
Ende des 19. Jahrhunderts wurde Burg-Dorf von Theodor Fontane bei seinen Wanderungen durch die Mark Brandenburg besucht. 1882 begann Paul Fahlisch, Ortsgästen Kahnfahrten durch den Spreewald anzubieten, womit er als Begründer des Tourismus in Burg-Dorf gilt. 1885 hatte Burg 4.553 Einwohner. Anfang des 20. Jahrhunderts wurde auf Vorschlag des Kriegervereins auf dem Schlossberg der Bismarckturm errichtet und im Jahr 1917 der Öffentlichkeit zugänglich gemacht. Am 24. Oktober 1901 wurde der Bau einer Straße von Burg-Kauper über Burg-Dorf nach Schmogrow begonnen, die zweite befestigte Straße durch den Ort. 1913 wurde der erste Hafen an der Spree gebaut. Ab 1919 wurde der Ort an das Stromnetz angeschlossen, der vollständige Ausbau der Stromversorgung wurde 1936 fertig gestellt.
Zwischen 1920 und 1933 wurden alle Wege innerhalb von Burg-Dorf vollständig befestigt, wobei viele der neu gebauten Wege in den Jahren 1926 und 1927 durch Hochwasser zerstört wurden. Während der Zeit des Nationalsozialismus plante Hermann Göring, die Region um Burg-Dorf zu entvölkern und dort Wisente und Elche anzusiedeln. Hinter dem Plan steckte das Vorhaben, den Spreewald als Jagdrevier für ranghohe Politiker der NSDAP zu nutzen. Dazu wurde auch geplant, den Spreewald trockenzulegen, jedoch wurden die Pläne nach dem Ausbruch des Zweiten Weltkrieges wieder verworfen.

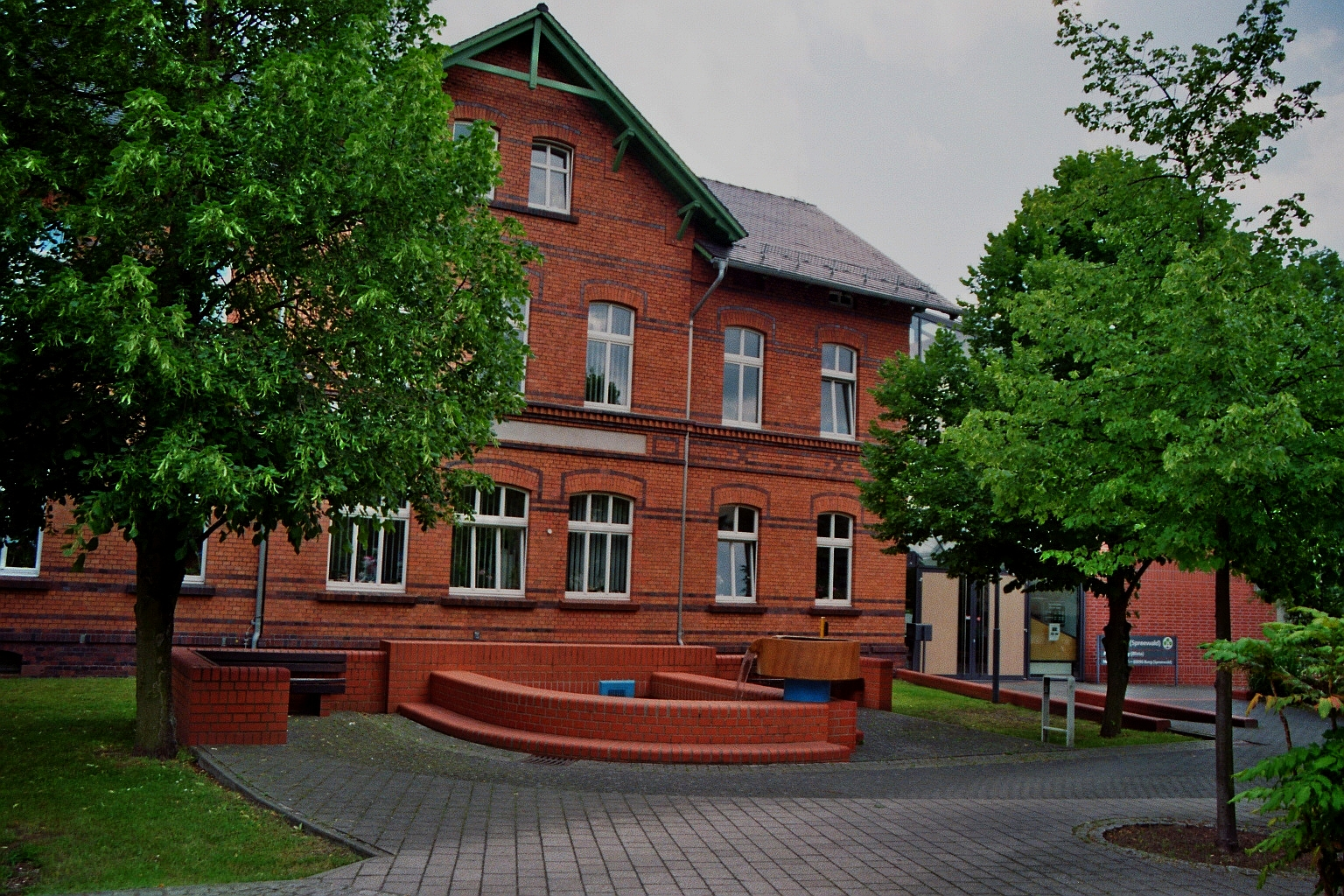
Backsteinbau in Burg-Dorf, heute Sitz der Amtsverwaltung

Zu DDR-Zeiten wurde der Bismarckturm in Turm der Jugend umbenannt. Am 23. Mai 1952 gründete sich in Burg-Dorf die Gemeinschaft wendischer/sorbischer Spreewaldfischer Burg und Umgebung. Am 1. Januar 1960 fusionierte Burg-Dorf mit den Gemeinden Burg-Kauper und Burg-Kolonie zu der heutigen Gemeinde Burg/Spreewald. Am 3. Mai 1960 gründete sich die erste Landwirtschaftliche Produktionsgenossenschaft Spreeland, dieser folgten sechs weitere LPGen, die sich im Jahr 1975 zu einer LPG Typ III zusammenschlossen. 1976 wurde die neue Hafenanlage eingeweiht. 1982 wurde in Burg-Dorf die Zehnklassige Polytechnische Oberschule Hans Beimer Burg (Spreewald) eingeführt, die die Dorfschulen in den einzelnen Ortsteilen ersetzte. Nach der Wende wurde die LPG privatisiert und der Name der Gemeinde in Burg (Spreewald) geändert. Zum Tag der Deutschen Einheit am 3. Oktober 1990 erfolgte zudem die Rückbenennung des Turmes der Jugend in Bismarckturm. Die Oberschule wurde in eine Gesamtschule umgewandelt. Seit 1994 gibt es im Ortsteil Burg-Dorf eine Reha-Klinik.
Die Bewohner von Burg-Dorf leben heute überwiegend vom Tourismus. Burg-Dorf hat die Postleitzahl 03096, die Telefonvorwahl lautet 035603.

## Bevölkerungsentwicklung
| 1875 | 1.968 | 1910 | 1.949 | 1933 | 1.979 | 1946 | 2.783 |
| 1890 | 1.879 | 1925 | 1.863 | 1939 | 1.917 | 1950 | 2.506 |